# Бриксичи
Бри́ксичи (бел. Брыксічы) — деревня в Городищенском сельсовете Барановичского района Брестской области Белоруссии. Население — 62 человека (2023).

## География
Деревня примыкает с северо-востока к центру сельсовета, городскому посёлку Городище, находится по обеим берегам реки Сервеч. Расстояние до районного центра, города Барановичи, составляет по автодорогам 25 км на юг.

## Этимология
Ойконимы на -ичи активно возникали до конца XVI века. Значение коллективного прозвища бриксичи определяется как «потомки или подданные Бриксы». 

## История
В 1567 году владение шляхтича Ивана Шишука, который отправил из Бриксич (Бридчич) для войска ВКЛ одного конного воина. После второго раздела Речи Посполитой (1793) деревня вошла в состав Российской империи, принадлежала Городищенской волости Новогрудского уезда Минской губернии. По переписи 1897 года — 27 дворов. В 1909 году — 33 двора.
С 1921 года в составе межвоенной Польши, принадлежала гмине Городище Новогрудского, а затем Барановичского повета Новогрудского воеводства. По переписи 1921 года в ней числилось 28 жилых и 2 прочих обитаемых здания, в которых проживал 161 человек (75 мужчин, 86 женщин), из них 123 поляка, 36 белорусов и 2 русских (по вероисповеданию — 142 православных и 19 римских католиков).
С 1939 года в БССР, в 1940–62 годах — в Городищенском районе Барановичской, с 1954 года Брестской области. Затем — в Барановичском районе. С конца июня 1941 года до июля 1944 года оккупирована немецко-фашистскими войсками.
До недавнего времени действовал магазин.

## Население
По состоянию на 1 января 2023 года в деревне проживало 62 человека в 24 хозяйствах, в том числе 17 моложе трудоспособного возраста, 33 — в трудоспособном возрасте и 12 — старше трудоспособного возраста. 
| Численность населения (по переписям) | Численность населения (по переписям) | Численность населения (по переписям) | Численность населения (по переписям) | Численность населения (по переписям) | Численность населения (по переписям) | Численность населения (по переписям) |
| 1897                                 | 1909                                 | 1921                                 | 1970                                 | 1999                                 | 2009                                 | 2019                                 |
| ------------------------------------ | ------------------------------------ | ------------------------------------ | ------------------------------------ | ------------------------------------ | ------------------------------------ | ------------------------------------ |
| 133                                  | ↗148                                 | ↗161                                 | ↘138                                 | ↘86                                  | ↘59                                  | ↘53                                  |